# Farní sbor Českobratrské církve evangelické v Mělníku
Farní sbor Českobratrské církve evangelické v Mělníku je sborem Českobratrské církve evangelické v Mělníku. Sbor spadá pod Poděbradský seniorát.
Sbor byl založen roku 1901 jako reformovaný. Vznikl odloučením od sboru ve Vysoké.
Farářem sboru je Jaromír Strádal, kurátorkou sboru Jana Jahodová.

## Faráři sboru
- František Žilka (1902–1919)
- Josef Kantorek (1920–1952)
- Gustav Říčan (1937–1938) (vikář)
- Josef Svoboda (1942–1947) (diákon)
- Blahoslav Pípal (1949–1950) (vikář)
- Bohumír Šuchman (1953–1973)
- Josef Kejř (1973–1989)
- Jan Opočenský (1990–2003)
- Josef Kejř (2004–2005)
- Hana Pfannová (2005–2014)
- Martina Lukešová (2014–2015)
- Miroslav Erdinger (2016-2024)
- Jaromír Strádal (2024–2026)